# Strömören
Strömören is een eiland van de Lule-archipel. Het ligt tussen de Norra Strapösundet en de Södre Strapösundet, twee zeearmen tussen Brändöfjärden en de Botnische Golf. Het heeft geen vaste oeververbinding en er zijn enige overnachtingcabines. De Lule-archipel ligt in het noorden van de Botnische Golf en hoort bij Zweden.
Strömören is ook een plaatsaanduiding binnen de stad Luleå